# Municipio de Erongarícuaro
El municipio de Erongarícuaro es uno de los 113 municipios en que se divide el estado mexicano de Michoacán. Fue constituido el 10 de diciembre de 1831. Está conformado por 21 poblaciones, teniendo como cabecera municipal al pueblo de Erongarícuaro, de donde obtiene su nombre.

## Toponimia
Erongarícuaro proviene del idioma purépecha y significa ‘lugar de espera’ o ‘lugar de Atalaya’ (torre fortificada de piedra).

## Historia
En los primeros años posteriores a la conquista, la comarca de Erongarícuaro fue otorgada en calidad de encomienda a Juan Infante, quien sostuvo con don Vasco de Quiroga un prolongado y ruidoso pleito sobre posesión de varios pueblos en la zona lacustre de Pátzcuaro y otros. Para 1575, quedó bajo la jurisdicción de Pátzcuaro, perdiendo a los pueblos de la sierra que le pertenecían y trabajaron en la construcción de la Catedral de Pátzcuaro.
Las comunidades campesinas de Erongarícuaro sufrieron, a lo largo de la dominación colonial y en los primeros años de México independiente, despojos de tierra por los propietarios colindantes, dueños de haciendas, las cuales habían obtenido por el mismo mecanismo. La población de esta región participó decisivamente en la lucha revolucionaria, pregonando la restitución de las tierras que les habían sido usurpadas a lo largo de siglos. A las medidas agrarias del gobierno revolucionario, las comunidades del actual municipio de Erongarícuaro, fueron las primeras en pedir la restitución de las tierras al gobierno de la revolución.
Los vecinos de Arócutin pidieron sus tierras que les había despojado la hacienda de Porumbo el 9 de agosto de 1915. Los de Puácuaro, solicitaron las tierras de la hacienda de Napízaro el 22 de octubre de 1915. Los de Erongarícuaro, las tierras de la hacienda de Caricheo, Zincirio y una fracción de la de Napízaro, el 19 de noviembre de 1916. Los de Uricho reclamaron tierras de Porumbo el 19 de noviembre de 1917. Los de Nocutzepo reclamaron las tierras de la hacienda de Charahuén el 18 de febrero de 1918. Las primeras restituciones ejidales en Michoacán ocurrieron en esta región, por lo que tuvieron lugar varios enfrentamientos en la cabecera de Erongarícuaro y sus poblaciones aledañas, el 24 de marzo de 1927.

## Geografía
El municipio se encuentra en la región central del estado de Michoacán y tiene una superficie de 244 km². 
Limita al norte con los municipios de Zacapu y Coeneo; al noreste con el municipio de Quiroga; al este con el municipio de Tzintzuntzan; al sur con el municipio de Pátzcuaro y al suroeste con el municipio de Tingambato y al oeste con el municipio de Nahuatzen.
Junto con los municipios de Huiramba, Lagunillas, Pátzcuaro, Quiroga, Salvador Escalante y Tzintzuntzan integra la región socioeconómica 7. Pátzcuaro Zirahuén.
La precipitación pluvial anual es de 1040.8 mm y las temperaturas varían entre 6.1 °C y 24.1 °C. Según la clasificación climática de Köppen el clima de Erongarícuaro corresponde a la categoría Cwb, (templado subhúmedo de montaña con invierno seco y verano suave).
En el municipio predomina el bosque mixto. En el bosque mixto es común encontrar especies como pino, encino, liquidámbar, aile. La fauna característica incluye cacomixtles, coyotes, tlacuaches, zarigüeyas americanas, y conejos. 
El lago de Pátzcuaro es el elemento más importante de su hidrología. La fauna ictícola del lago incluye el achoque (Ambystoma dumerilii), el pez blanco (Chirostoma estor) y varios tipos de charales, entre otros. A fin de impulsar la actividad pesquera, se introdujeron cuatro especies exóticas: la carpa (Cyprinus carpio), la tilapia (Oreochromis aureus), la lobina (Micropterus salmoides) y el charal (Chirostoma humboldtianum).

## Demografía
Cuenta con 15 715 habitantes, lo que representa un crecimiento promedio de 0.79% anual en el período 2010-2020 sobre la base de los 14 555 habitantes registrados en el censo anterior. Ocupa una superficie de 244km², lo que determina al año 2020 una densidad de 64,41 hab/km².
| Gráfica de evolución demográfica de Municipio de Erongarícuaro entre 2000 y 2020 |
|                                                                                  |
| Fuente: Instituto Nacional de Estadística Geografía e Informática                |

En el año 2010 estaba clasificado como un municipio de grado medio de vulnerabilidad social, con el 24.66 % de su población en situación de pobreza extrema.
La población de Erongarícuaro está mayoritariamente alfabetizada (12.94 % de personas analfabetas al año 2010) con un grado de escolarización en torno de los 6.5 años. Al 2010, el 39.48 % de los habitantes del municipio se reconoce como indígena.

### Localidades
En el censo de 2020 el municipio de Erongarícuaro contaba con 21 localidades.
| Código INEGI    | Localidad               | Población (2020) |
| --------------- | ----------------------- | ---------------- |
| 160320004       | Jarácuaro               | 3 363            |
| 160320001       | Erongarícuaro           | 2 721            |
| 160320011       | San Francisco Uricho    | 2 071            |
| 160320009       | Puácuaro                | 1 952            |
| 160320007       | San Miguel Nocutzepo    | 944              |
| 160320010       | Tocuaro                 | 715              |
| 160320002       | Arocutín                | 698              |
| 160320005       | Colonia Lázaro Cárdenas | 570              |
| 160320013       | Zinciro                 | 499              |
| 160320006       | Napízaro                | 448              |
| 160320014       | Yotátiro                | 423              |
| 160320015       | Exhacienda de Charahuén | 397              |
| 160320012       | La Zarzamora            | 348              |
| 160320008       | San José Oponguio       | 341              |
| 160320017       | Colonia Revolución      | 128              |
| 160320020       | La Flor de la Esperanza | 72               |
| 160320028       | Las Canoas              | 17               |
| 160320024       | Paso del Muerto         | 3                |
| 160320019       | Porumbo                 | 2                |
| 160320025       | La Huerta               | 2                |
| 160320023       | La Montufa              | 1                |
| Total municipal | Total municipal         | 15 715           |